# Thetidia correspondens
Thetidia correspondens is een vlinder uit de familie spanners (Geometridae). De wetenschappelijke naam is voor het eerst geldig gepubliceerd in 1883 door Alpheraky.
De soort komt voor in Europa.